# Воструха (посёлок)
Воструха — упразднённый посёлок в Поспелихинском районе Алтайского края. На момент упразднения входил в состав Калмыцко-Мысовского сельсовета. Исключен из учётных данных в 1986 году.

## География
Располагался на левом берегу реки Чарыш, приблизительно в 10 километрах (по прямой) к юго-востоку от села Калмыцкие Мысы.

## История
Основан в 1920 г. В 1928 году посёлок Вострухинский состоял из 65 хозяйства. В административном отношении входил в состав Калмыцко-Мысовского сельсовета Поспелихинского района Рубцовского округа Сибирского края.
Решением Алтайского краевого исполнительного комитета от 10.02.1986 года № 38 посёлок исключен из учётных данных.

## Население
По данным переписи 1926 года в посёлке проживало 430 человек (215 мужчин и 215 женщин), основное население — русские.